# Удај
Удај је у грчкој митологији био један од Спарта. 

## Митологија
Био је један од петорице преживелих Спарта, које је оживео Кадмо, који је, заједно са другим Спартима, помогао Кадму да сагради Тебу. Према Аполодору, био је предак пророка Тиресије.